# تشارلز كوبلاند
تشارلز كوبلاند (بالإنجليزية: Charles Copeland)‏ هو فنان أمريكي، ولد في 10 سبتمبر 1858 في مقاطعة نوكس في الولايات المتحدة، وتوفي في 1945.